# Coppa dell'Imperatore 2024
La Coppa dell'Imperatore 2024, anche nota come JFA Emperor's Cup 2024, è stata la 104ª edizione della coppa nazionale giapponese di calcio. La competizione è iniziata il 25 maggio 2024 ed è terminata il 23 novembre 2024. Alla competizione partecipano le squadre che militano in J1 League, J2 League e in Japan Football League.
La squadra campione in carica era il Kawasaki Frontale, mentre la coppa è stata vinta dal Vissel Kōbe, per la seconda volta nella sua storia.

## Calendario
Il 19 settembre 2023 la federazione ha annunciato che l'Urawa Reds è stato squalificato dalla competizione in seguito ai disordini causati dai suoi tifosi in seguito alla sconfitta contro il Nagoya Grampus nell'edizione 2023. Per questa ragione, la federazione ha invitato alla coppa due squadre amatoriali, anziché una come di consueto, includendo quindi Honda e Meiji Daigaku.
Mentre le squadre appartenenti a J1 League e J2 League sono direttamente ammesse alla competizione, le altre squadre giocano delle qualificazioni regionali, con date e formati che variano in base alla prefettura di riferimento. In totale sono presenti 47 coppe delle prefetture, con la vincente di ognuna di esse che accede alla Coppa dell'Imperatore.
Il programma del torneo è il seguente.
| Turno            | Date              | Numero di incontri | Squadre partecipanti | Entranti in questo turno                                                                       |
| ---------------- | ----------------- | ------------------ | -------------------- | ---------------------------------------------------------------------------------------------- |
| Primo turno      | 25-26 maggio 2024 | 24                 | 48 (47+1) → 24       | 47 squadre dalle coppe delle singole prefetture 1 squadra amatoriale designata dalla JFA       |
| Secondo turno    | 12 giugno 2024    | 32                 | 64 (24+20+19+1) → 32 | 19 squadre dalla J1 League 20 squadre dalla J2 League 1 squadra amatoriale designata dalla JFA |
| Terzo turno      | 10 luglio 2024    | 16                 | 32 → 16              | --                                                                                             |
| Ottavi di finale | 21 agosto 2024    | 8                  | 16 → 8               | --                                                                                             |
| Quarti di finale | 18 settembre 2024 | 4                  | 8 → 4                | --                                                                                             |
| Semifinali       | 27 ottobre 2024   | 2                  | 4 → 2                | --                                                                                             |
| Finale           | 23 novembre 2024  | 1                  | 2 → 1                | --                                                                                             |

## Primo turno
Il sorteggio del primo turno si è tenuto il 12 marzo 2024.
| Squadra 1                   | Risultato       | Squadra 2            |
| --------------------------- | --------------- | -------------------- |
| 25 maggio 2024              |                 |                      |
| Nara Club                   | 3 – 2           | Kyoto Sangyo Dai.    |
| Tōkai Daigaku               | 0 – 4           | MHI Nagasaki         |
| Gifu                        | 1 – 0           | Azul Claro Numazu    |
| Tegevajaro Miyazaki         | 4 – 0           | Kawasoe Club         |
| Sony Sendai                 | 3 – 1           | Tonan Maebashi       |
| Zweigen Kanazawa            | 1 – 1 (3-4 dtr) | Konan University     |
| Tochigi City                | 1 – 0           | Yokogawa Musashino   |
| Sagamihara                  | 1 – 0           | YGU Pegasus          |
| 26 maggio 2024              |                 |                      |
| Kataller Toyama             | 3 – 0           | Kansai Daigaku       |
| Iwate Grulla Morioka        | 3 – 1           | Hokkaido Tokachi     |
| Tsukuba Daigaku             | 1 – 0           | Meiji Daigaku        |
| FC Tokushima                | 0 – 1 (dts)     | J-Lease FC           |
| NIFS Kanoya                 | 0 – 3           | Giravanz Kitakyushu  |
| Mitsubishi Motors Mizushima | 3 – 4 (dts)     | Kamatamare Sanuki    |
| Kochi Utd                   | 1 – 0           | Belugarosso Iwami    |
| Vanraure Hachinohe          | 2 – 0           | Briobecca Urayasu    |
| Arterivo Wakayama           | 1 – 2           | Japan Soccer College |
| Saurcos Fukui               | 0 – 3           | RB Omiya Ardija      |
| Fukushima Utd               | 9 – 0           | Oyama SC             |
| Veertien Mie                | 1 – 0           | Imabari              |
| Biwako S.S. Daigaku         | 0 – 1           | Chukyo University    |
| Gainare Tottori             | 1 – 1 (3-4 dtr) | Baleine Shimonoseki  |
| Nagano Parceiro             | 7 – 0           | Saruta Kyogo         |
| Fukuyama University         | 3 – 0           | Okinawa SV           |

## Secondo turno
| Squadra 1           | Risultato       | Squadra 2            |
| ------------------- | --------------- | -------------------- |
| 12 giugno 2024      |                 |                      |
| Vissel Kōbe         | 2 – 0           | Kataller Toyama      |
| Tokushima Vortis    | 1 – 0           | Vegalta Sendai       |
| Kashiwa Reysol      | 2 – 0           | Iwate Grulla Morioka |
| Machida Zelvia      | 1 – 1 (2-4 dtr) | Tsukuba Daigaku      |
| Cerezo Osaka        | 3 – 1           | J-Lease FC           |
| Ventforet Kofu      | 2 – 0           | Honda                |
| Albirex Niigata     | 4 – 4 (3-1 dtr) | Giravanz Kitakyushu  |
| V-Varen Nagasaki    | 3 – 2           | Kamatamare Sanuki    |
| Kashima Antlers     | 2 – 1           | Nara Club            |
| Fujieda MYFC        | 2 – 0           | Tochigi              |
| Sagan Tosu          | 2 – 1           | Kochi Utd            |
| Yokohama FC         | 2 – 1 (dts)     | Vanraure Hachinohe   |
| Nagoya Grampus      | 0 – 1           | Japan Soccer College |
| Thespa Gunma        | 1 – 1 (2-3 dtr) | Renofa Yamaguchi     |
| Kyoto Sanga         | 2 – 0           | RB Omiya Ardija      |
| Shimizu S-Pulse     | 9 – 0           | MHI Nagasaki         |
| Yokohama F·Marinos  | 2 – 2 (5-4 dtr) | Gifu                 |
| Roasso Kumamoto     | 1 – 2           | Mito HollyHock       |
| Gamba Osaka         | 3 – 0           | Fukushima Utd        |
| Júbilo Iwata        | 1 – 2           | Tegevajaro Miyazaki  |
| Kawasaki Frontale   | 2 – 0           | Sendai Club          |
| Oita Trinita        | 1 – 0           | Kagoshima Utd        |
| FC Tokyo            | 3 – 0           | Veertien Mie         |
| JEF United          | 2 – 1           | Chukyo University    |
| Sanfrecce Hiroshima | 11 – 2          | Baleine Shimonoseki  |
| Blaublitz Akita     | 0 – 2           | Iwaki                |
| Shonan Bellmare     | 3 – 1           | Konan University     |
| Tokyo Verdy         | 5 – 0           | Nagano Parceiro      |
| Avispa Fukuoka      | 8 – 0           | Fukuyama City        |
| Fagiano Okayama     | 1 – 7           | Ehime                |
| Consadole Sapporo   | 3 – 1           | Tochigi City         |
| Montedio Yamagata   | 3 – 2           | Sagamihara           |

## Terzo turno
| Squadra 1            | Risultato       | Squadra 2           |
| -------------------- | --------------- | ------------------- |
| 10 luglio 2024       |                 |                     |
| Vissel Kōbe          | 2 – 0           | Tokushima Vortis    |
| Kashiwa Reysol       | 2 – 1 (dts)     | Tsukuba Daigaku     |
| Cerezo Osaka         | 1 – 2 (dts)     | Ventforet Kofu      |
| Albirex Niigata      | 1 – 6           | V-Varen Nagasaki    |
| Kashima Antlers      | 2 – 1           | Fujieda MYFC        |
| Sagan Tosu           | 3 – 1           | Yokohama FC         |
| Kyoto Sanga          | 3 – 1           | Shimizu S-Pulse     |
| Yokohama F·Marinos   | 2 – 2 (5-4 dtr) | Mito HollyHock      |
| Gamba Osaka          | 2 – 1           | Tegevajaro Miyazaki |
| Kawasaki Frontale    | 1 – 3           | Oita Trinita        |
| FC Tokyo             | 1 – 2 (dts)     | JEF United          |
| Sanfrecce Hiroshima  | 4 – 0           | Iwaki               |
| Shonan Bellmare      | 1 – 0           | Tokyo Verdy         |
| Avispa Fukuoka       | 0 – 2           | Ehime               |
| Consadole Sapporo    | 6 – 3           | Montedio Yamagata   |
| 17 luglio 2024       |                 |                     |
| Japan Soccer College | 0 – 3           | Renofa Yamaguchi    |

## Ottavi di finale
| Squadra 1           | Risultato | Squadra 2          |
| ------------------- | --------- | ------------------ |
| 21 agosto 2024      |           |                    |
| V-Varen Nagasaki    | 2 – 3     | Yokohama F·Marinos |
| Sagan Tosu          | 0 – 2     | Renofa Yamaguchi   |
| Sanfrecce Hiroshima | 2 – 0     | Ehime              |
| Gamba Osaka         | 3 – 2     | Shonan Bellmare    |
| Ventforet Kofu      | 1 – 2     | Kashima Antlers    |
| Kashiwa Reysol      | 0 – 1     | Vissel Kōbe        |
| Kyoto Sanga         | 2 – 0     | Oita Trinita       |
| JEF United          | 1 – 0     | Consadole Sapporo  |

## Quarti di finale
| Squadra 1           | Risultato | Squadra 2        |
| ------------------- | --------- | ---------------- |
| 11 settembre 2024   |           |                  |
| Sanfrecce Hiroshima | 1–2       | Gamba Osaka      |
| 18 settembre 2024   |           |                  |
| Kyoto Sanga         | 3–0       | JEF United       |
| 25 settembre 2024   |           |                  |
| Yokohama F·Marinos  | 5–1       | Renofa Yamaguchi |
| Kashima Antlers     | 0–3       | Vissel Kōbe      |

## Semifinali
| Squadra 1          | Risultato | Squadra 2   |
| ------------------ | --------- | ----------- |
| 27 ottobre 2024    |           |             |
| Yokohama F·Marinos | 2–3 (dts) | Gamba Osaka |
| Vissel Kōbe        | 2–1       | Kyoto Sanga |

## Finale
| Tokio 23 novembre 2024 | Gamba Osaka | 0 – 1 | Vissel Kōbe |  |